# تل محمد حسنی
تل محمد حسنی مربوط به دوران‌های تاریخی پس از اسلام است و در شهرستان سروستان، روستای کنو واقع شده و این اثر در تاریخ ۸ مرداد ۱۳۸۱ با شمارهٔ ثبت ۶۰۲۶ به‌عنوان یکی از آثار ملی ایران به ثبت رسیده است.